# 妙正寺 (三原市)
妙正寺（みょうしょうじ）は、広島県三原市にある日蓮宗の寺院。山号は無量山。本尊は十界大曼荼羅。

## 沿革
延宝2年（1674年）、三原浅野家の菩提寺として米田山の山麓に創建された。1723年、現在地に移転した。

## 境内
本堂、庫裏、鐘桜堂、最上殿、山門、墓所門等の享保年間建立の主要建築物が全て残り、6棟と棟札などが市の指定文化財となっている。

## 文化財
- 銅鐘 - 室町時代の天正4年（1576年）に鋳造された。三原市指定文化財に昭和37年（1962年）5月28日に指定された。[要出典][4][5]
- 紺紙金泥法華経加開結 昭和38年（1963年）12月17日指定[4]。
- 墨書寄題三原妙正寺詩文 - 三原城主であった浅野家が寄贈した7点の典籍[6]。
- 三原城主浅野家歴代墓 昭和38年（1963年）12月17日指定[4]。